# Lågtyska

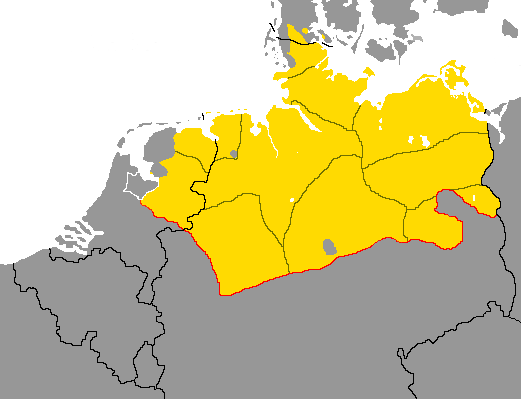
Karta över lågtyskans nutida utbredningsområde med de lågsaxiska och östlågtyska dialekterna.

Lågtyska, historiskt även nedertyska (Nedderdüütsch, högtyska: Niederdeutsch) eller plattyska (Plattdüütsch, högtyska: Plattdeutsch), är ett av de lågtyska språken.
Lågtyska talas numera i norra Tyskland och Nederländerna. Det bör inte förväxlas med den lågtyska språkfamiljen, vilken det tillhör. Det betyder att lågtyskan är närmare besläktat med nederländska än med högtyska, men har under tiden som dialekt i ordförrådet starkt påverkats av högtyskan. Lågtyska tillhör huvudgrenen lågsaxiska, som skiljer sig från den andra grenen lågfrankiska, dit bland andra nederländskan hör (stundom utgör endast de lågsaxiska språken de lågtyska, stundom inkluderas de lågfrankiska). Lågtyskan brukar delas upp i östliga och västliga dialekter, varav de västliga är de med störst omfång.

## Historia

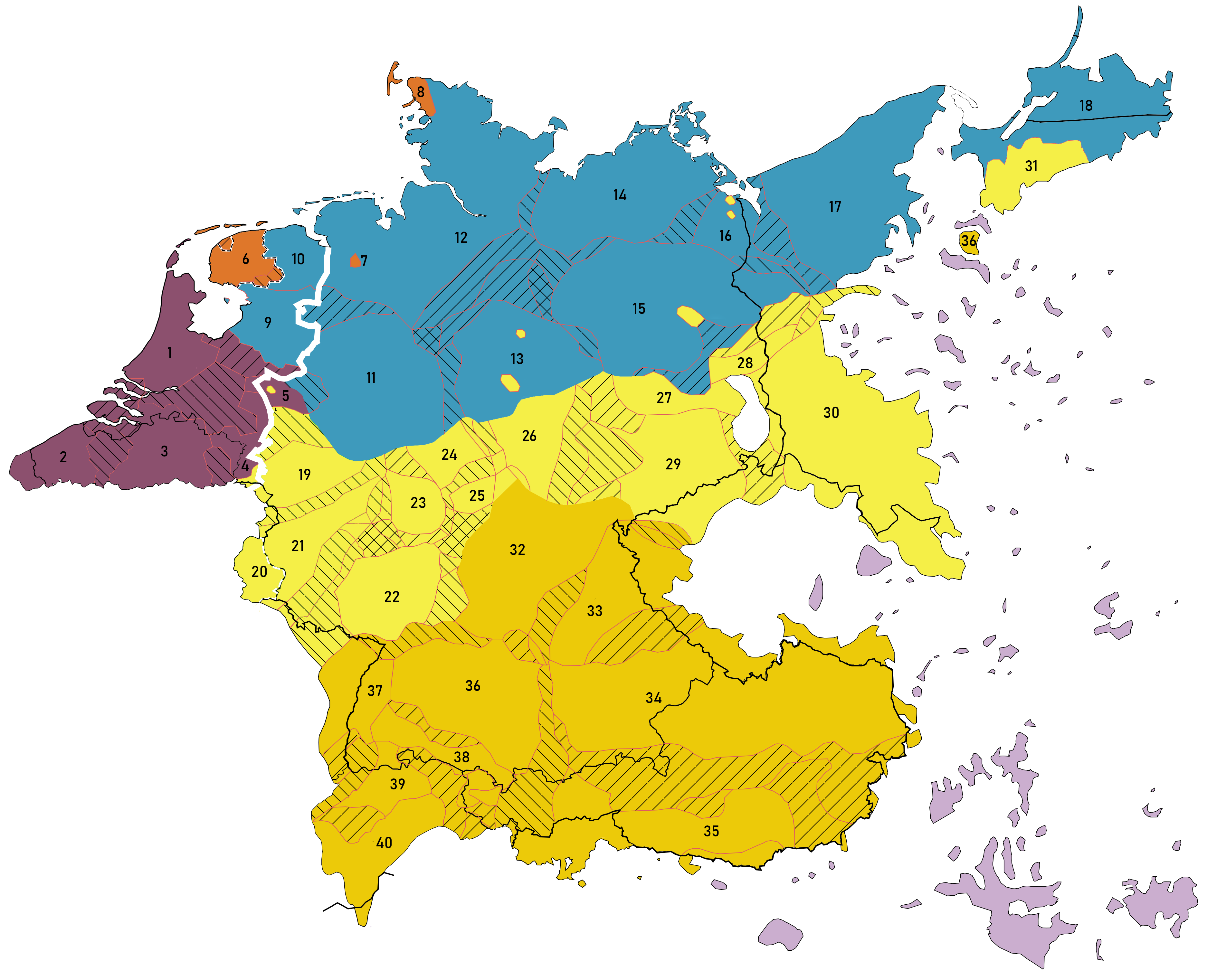
Lågtyskans spridning före andra världskriget (det blå området).

Lågtyskan utskiljde sig mycket tidigt från urgermanskan och är i själva verket närmare besläktat med nederländska än med högtyska och fungerade som ett självständigt litteratur- och förvaltningsspråk i norra Tyskland in på 1600-talet.
Lågtyskan var lingua franca i Hansan, och har haft stor inverkan på bland annat de moderna nordiska språken. Ett centralt verk för den lågtyska språkforskningen är Sachsenspiegel, som är en lagbok från 1200-talet. 
Den lågtyska, som talades åren från omkring 1100 till 1600 kallas medellågtyska (medeltidslågtyska). 
I början på 1600-talet övertog den i södra Tyskland använda högtyskan rollen som skriftspråk och bildat talspråk även i Nordtyskland. Under 1800- och 1900-talens urbanisering och industrialisering har lågtyskan blivit mer av en dialekt som talas i första hand på landsbygden.

## Geografi
Lågtyska talas i dag av ca 5 miljoner personer i förbundsländerna Bremen, Hamburg, Mecklenburg-Vorpommern, Niedersachsen och Schleswig-Holstein (med talare i södra Danmark) samt i delar av Brandenburg, Nordrhein-Westfalen och Sachsen-Anhalt och i Groningen, Drenthe och Overijssel samt i delar av Gelderland, Utrecht, Flevoland och Friesland i Nederländerna. Lågtyskan talas i större utsträckning längs kusterna än i inlandet. 
Språket har varit på tillbakagång under lång tid till förmån för högtyska, eftersom lågtyska inte lärs ut i skolorna i någon större utsträckning. Det finns ett etablerat skriftspråk för lågtyska, men få lär sig skriva det.
Genom olika initiativ till stöd från förbundsländerna och kommuner har en lågtysk litteratur återuppstått och lågtyskan har åter börjat användas inom bland annat teatern, kyrkan och i moderna medier. Antalet talare fortsätter dock att minska, framför allt genom att föräldrar talar högtyska med sina barn. 
Fasta forsknings- och utbildningsresurser för lågtyska finns vid universiteten i Bielefeld, Flensburg, Greifswald, Göttingen, Hamburg, Kiel, Münster, Magdeburg och Rostock. Dessutom ges utbildning i lågtyska vid en rad andra universitet i norra Tyskland. Det finns vidare olika institut som har som syfte att främja lågtyskan, exempelvis institutet för det lågtyska språket i Bremen och den plattyska byrån i Aurich, Ostfriesland. Plattyska byrån arbetar bland annat för att främja användandet av lågtyska i arbetslivet och tvåspråkighet på daghem och i skolor. Det finns i Ostfriesland mer än 30 tvåspråkiga daghem som regelmässigt arbetar med både hög- och lågtyska. 
Uppskattningsvis drygt hälften av befolkningen i norra Tyskland kan tala lågtyska och ca 90 % förstår lågtyska. Uppskattningsvis ca 10 % av barnen i ett av lågtyskans kärnområden i Ostfriesland växer upp med lågtyska som modersmål och ca 10 % växer upp tvåspråkigt. Resterande 80 % växer upp med högtyska.

## Exempel
| Svenska    | Lågtyska    | Tyska                   |
| ---------- | ----------- | ----------------------- |
| Äpple      | Appel       | Apfel                   |
| Bröst      | Bost        | Brust                   |
| Brun       | Bruun       | Braun                   |
| Dag        | Dag         | Tag                     |
| Det        | Dat         | Das                     |
| Död        | Dood        | Tot                     |
| En         | Een         | Eins                    |
| Finger     | Vinger      | Finger                  |
| Ge         | Geven       | Geben                   |
| Hög        | Hoog        | Hoch                    |
| Hake/ Krok | Haak        | Haken                   |
| Hus        | Huus        | Haus                    |
| Löpa       | Lopen       | Laufen                  |
| Måne       | Maan        | Mond                    |
| Många      | Mennig      | Manche (Vissa, somliga) |
| Natt       | Natt/ Nacht | Nacht                   |
| Nej        | Nee         | Nein                    |
| Nog        | Noog        | Genug                   |
| Sak        | Saak        | Sache                   |
| Skepp      | Schipp      | Schiff                  |
| Snö        | Snee        | Schnee                  |
| Sten       | Steen       | Stein                   |
| Tid        | Tied        | Zeit                    |
| Två        | Twee        | Zwei/ Zwo/ Zwan         |
| Äta        | Eten        | Essen                   |
| Svenska    | Lågtyska    | Tyska                   |

## Inflytande på svenska språket
Under medeltiden hade Hansa-tyskan stort inflytande på svenskan, främst i handelsstäderna. Ord och ordbildningelement lånades in. Detta underlättades av att lågtyskan redan innan var relativt närbesläktad med de nordiska språken, med flera ord i liknande form på grund av frånvaron av den högtyska ljudskridningen.
En stor del av ordförrådet hämtades från plattyskan. Lånord träffas i mängd på nästan alla kulturområden (med undantag av rättsväsendet), mest bland yrkestermer, som hantverks-, handels- och i synnerhet sjömanstermer (som ofta orätt härleds från holländskan). Bergsbrukets termer är av kulturhistoriska orsaker hämtade från högtyskan, som också gav en del jägartermer.
Inflytandet blev dock svagare under 1500- och 1600-talet, då högtyskan istället kom att utöva en viss påverkan i och med att norra Tyskland reformerades. Under Stormaktstiden var man dock vaksam mot det högtyska inflytandet.

## Betydande lågtyska författare
- John Brinckman
- Klaus Groth
- Fritz Reuter

### Film
- Stellet Licht, en film där det pratas lågtyska i majoriteten av dialogerna.